# مولودية الجرف
نادي مولودية الجرف لكرة القدم هو نادٍ رياضي مغربي. يمارس في دوري المغربي القسم الثاني للهواة من مدينة إنزكان، تأسس سنة 1974.

## الاعبون

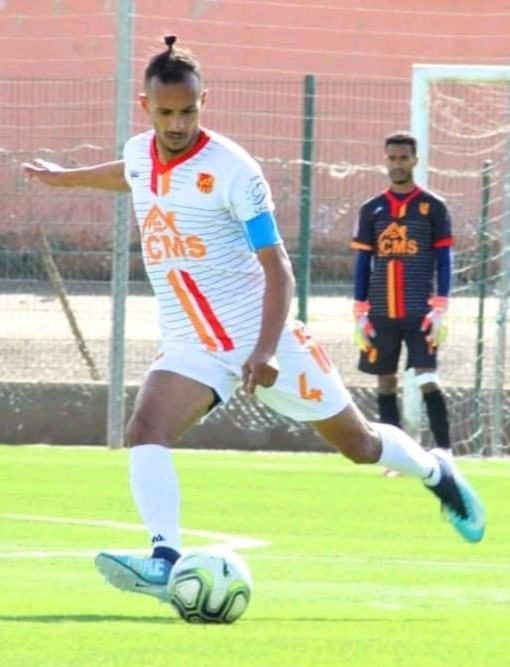
عماد الكلاطي أكثر لاعب مشاركة مع الفريق وقائده

### الحراس
ملاحظة: تشير الأعلام إلى المنتخب الوطني على النحو المحدد في قواعد الأهلية للفيفا. قد يحمل اللاعبون أكثر من جنسية واحدة غير تابعة للفيفا.
| الرقم | البلد  | المركز | اللاعب                 |
| ----- | ------ | ------ | ---------------------- |
| 1     | المغرب | حارس   | عبد الرافيع أيت الفقيه |
| 13    | المغرب | حارس   | رضا السالمي            |
| 22    | المغرب | حارس   | أيوب بيفرخان           |

### مدافعين
ملاحظة: تشير الأعلام إلى المنتخب الوطني على النحو المحدد في قواعد الأهلية للفيفا. قد يحمل اللاعبون أكثر من جنسية واحدة غير تابعة للفيفا.
| الرقم | البلد  | المركز | اللاعب         |
| ----- | ------ | ------ | -------------- |
| 2     | المغرب | مدافع  | خالد البوريشي  |
| 4     | المغرب | مدافع  | عماد الكلاطي   |
| 5     | المغرب | مدافع  | عبد الله مازوز |
| 35    | المغرب | مدافع  | محمد عاقيل     |
| 15    | المغرب | مدافع  | يوسف ورنيك     |
| 25    | المغرب | مدافع  | أسامة لازعر    |
| 20    | المغرب | مدافع  | سعيد أومسعود   |
| 21    | المغرب | مدافع  | عمر عميرة      |
| 24    | المغرب | مدافع  | زياد لويز      |
| 27    | المغرب | مدافع  | محمد بربانيز   |
| 28    | المغرب | مدافع  | المهدي عروب    |
| 6     | المغرب | مدافع  | ياسين شوكتالي  |
| 33    | المغرب | مدافع  | عماد الشوط     |

### خط الوسط
ملاحظة: تشير الأعلام إلى المنتخب الوطني على النحو المحدد في قواعد الأهلية للفيفا. قد يحمل اللاعبون أكثر من جنسية واحدة غير تابعة للفيفا.
| الرقم | البلد  | المركز | اللاعب         |
| ----- | ------ | ------ | -------------- |
| 10    | المغرب | وسط    | عز الدين بوقلي |
| 14    | المغرب | وسط    | وليد جنان      |
| 16    | المغرب | وسط    | رشيد الحاميدي  |
| 17    | المغرب | وسط    | عبد اللطيف إقس |
| 29    | المغرب | وسط    | محمد أكناو     |
| 29    | المغرب | وسط    | أيوب الحجاجي   |
| 23    | المغرب | وسط    | عثمان الشهبي   |

### الهجوم
ملاحظة: تشير الأعلام إلى المنتخب الوطني على النحو المحدد في قواعد الأهلية للفيفا. قد يحمل اللاعبون أكثر من جنسية واحدة غير تابعة للفيفا.
| الرقم | البلد  | المركز | اللاعب            |
| ----- | ------ | ------ | ----------------- |
| 9     | المغرب | مهاجم  | حفيظ أوزياد       |
| 8     | المغرب | مهاجم  | مهدي شفيق         |
| 30    | المغرب | مهاجم  | حسن عديدي         |
| 3     | المغرب | مهاجم  | سعيد ميشال        |
| 26    | المغرب | مهاجم  | عصام إد داحموني   |
| 18    | المغرب | مهاجم  | عثمان الكيحل      |
| 38    | المغرب | مهاجم  | عادل دامون        |
| 19    | المغرب | مهاجم  | محمد أمين أمروص   |
| 11    | المغرب | مهاجم  | حمزة بسام         |
| 31    | المغرب | مهاجم  | عبد المالك حويمضي |
| 7     | المغرب | مهاجم  | خالد أبناد        |
| 32    | المغرب | مهاجم  | أمين بايبان       |